# Le Grand-Bourg
Le Grand-Bourg é uma comuna francesa na região administrativa da Nova Aquitânia, no departamento de Creuse. Estende-se por uma área de 78,91 km². Em 2010 a comuna tinha 1 264 habitantes (densidade: 16 hab./km²).